# Добантон, Анни
Анни Добантон (фр. Annie Daubenton) — французский дипломат, журналистка, эссеистка, независимая исследовательница и политолог, специалист по вопросам Центральной и Восточной Европы. Советник по вопросам культуры Посольства Франции на Украине (1998—2001).

## Биография
Окончила Университет Париж X Нантер. Начала свою карьеру в качестве литературного критика литературных новостей (1971—1982), впоследствии выступала с докладами по Центральной и Восточной Европе и пресс-обзорами по французской культуре (1984—1990). Работала в Польше, была постоянным корреспондентом Radio France в России (1993—1997). Работала Советником по вопросам культуры Посольства Франции на Украине (1998—2001). Считается одним из лучших знатоков Украины во Франции.

## Автор книг
- «Россия, плотоядная государство» (1998),
- «Гражданское общество в Украине: на страже демократии»[1] в коллективном труде «Украина — новый участник международной игры» (2000),
- «Украина, метаморфозы независимости» (2009).